# Estero Nilahue
El estero Nilahue es un curso natural de agua que nace en la cordillera de la Costa de la región de O'Higgins y desemboca en el océano Pacífico a través de la laguna Cáhuil. Su cuenca hidrográfica abarca 1776 km².

## Trayecto
Nace unos 60 km al sur de Pichilemu: 60  con el nombre de estero Los Coipos de la confluencia de los esteros Altos de Caune, que proviene del sector sudeste y El Parrón del noroeste. Desde el este, recibe a los esteros Quiahue de 27 km de longitud, Lolol de 23 km y Pumanque de 21 km. Todos estos esteros nacen en la Cordillera de la Costa. El estero Nilahue vacía sus aguas en el extremo suroriental de la laguna Cáhuil, a través de la cual llega al océano Pacífico. En esta desembocadura son famosos los depósitos de sal marina, que proporcionan una importante actividad económica a los habitantes de Cáhuil. Su longitud es de 

## Caudal y régimen
El estero Nilahue posee régimen pluvial con crecidas en los meses de pleno invierno.: 369 

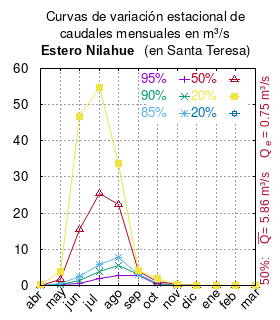
Curvas de variación estacional del estero Nilahue en Santa Teresa.

El caudal del río (en un lugar fijo) varía en el tiempo, por lo que existen varias formas de representarlo. Una de ellas son las curvas de variación estacional que, tras largos periodos de mediciones, predicen estadísticamente el caudal mínimo que lleva el río con una probabilidad dada, llamada probabilidad de excedencia. La curva de color rojo ocre (con {\displaystyle {\color {Red}\vartriangle }}) muestra los caudales mensuales con probabilidad de excedencia de un 50%. Esto quiere decir que ese mes se han medido igual cantidad de caudales mayores que caudales menores a esa cantidad. Eso es la mediana (estadística), que se denota Qe, de la serie de caudales de ese mes. La media (estadística) es el promedio matemático de los caudales de ese mes y se denota {\displaystyle {\overline {Q}}}. 
Una vez calculados para cada mes, ambos valores son calculados para todo el año y pueden ser leídos en la columna vertical al lado derecho del diagrama. El significado de la probabilidad de excedencia del 5% es que, estadísticamente, el caudal es mayor solo una vez cada 20 años, el de 10% una vez cada 10 años, el de 20% una vez cada 5 años, el de 85% quince veces cada 16 años y la de 95% diecisiete veces cada 18 años. Dicho de otra forma, el 5% es el caudal de años extremadamente lluviosos, el 95% es el caudal de años extremadamente secos. De la estación de las crecidas puede deducirse si el caudal depende de las lluvias (mayo-julio) o del derretimiento de las nieves (septiembre-enero).

## Historia
Francisco Solano Asta-Buruaga y Cienfuegos escribió en 1899 en su Diccionario Geográfico de la República de Chile sobre el río:
Nilahue.-—Río del departamento de Vichuquén. Tiene sus fuentes en la falda del lado norte de la sierra ó rama de alturas que corre al O. por la inmediación de la margen derecha del Mataquito. Se forma primeramente de los riachuelos de Caune y los Coipos, después de cuya reunión se dirige hacia el N., atravesando casi por el centro su departamento hasta cerca de los términos boreales de éste, donde tuerce hacia el O. y va en seguida á morir en la laguna de Cahuil, sobre la costa del Pacífico al cabo de 90 á 95 kilómetros de curso medianamente lento y de limitado caudal, fuera de la estación del invierno, aunque recibe especialmente por su margen oriental derecha varias cortas corrientes de agua como las de Quiahue, Lolol, Pumanque, &c. Sus riberas constituyen, en fin, un valle feraz más ó menos ancho, rodeado á lo largo de serranía árida, pero no rebelde del todo á la agricultura. El nombro proviene talvez de nylan, abrirse, y de hue, lo que significaría parajes que se abren ó dan entrada ó salida.

## Población, economía y ecología
Sobre el estero Nilahue existen dos obras de regulación de cierta envergadura, el embalse Lolol en la comuna del mismo nombre, con capacidad de 6,4 millones de m³ y el embalse Nilahue sobre el estero de La Viña. A fin de dotar a este valle de aguas de riego, se contempló la construcción del embalse de Convento Viejo en la hoya del estero Chimbarongo, en la administración del presidente Eduardo Frei Montalva, cuya primera etapa se materializó cuarenta años después durante el año 2008.
El curso sinuoso del estero Nilahue permite que sus aguas se arrastren suavemente, formando numerosas playas, algunas de considerable tamaño, las cuales son utilizadas como balnearios naturales. En sus riveras están el Balneario Quinterito, El Bronce, El Maqui, y Laguna El Vado, entre otros. No existe ningún tipo de equipamiento en esos lugares, salvo la cercanía de algunos ranchos campesinos.